# Kabinett Brandenstein I
Das Kabinett Brandenstein I bildete vom 18. März bis zum 6. Mai 1924 die Landesregierung von Mecklenburg-Schwerin.
Der Landtag des Freistaates Mecklenburg-Schwerin wählte am 18. März 1924 den Ministerpräsidenten und am gleichen Tag die übrigen Staatsminister. Nach einem Misstrauensantrag traten alle Minister am 6. Mai 1924 zurück.
| Amt                                                               | Name                              | Partei |
| ----------------------------------------------------------------- | --------------------------------- | ------ |
| Ministerpräsident Äußeres Inneres                                 | Joachim Freiherr von Brandenstein | DNVP   |
| Finanzen Landwirtschaft, Domänen und Forsten                      | Dietrich von Oertzen              | DNVP   |
| Justiz Unterricht, Kunst, geistliche und Medizinalangelegenheiten | Martin Otto Stammer               | DVP    |